# Challenger de Chicago 2022
El torneo Chicago Men's Challenger 2022 fue un torneo de tenis perteneció al ATP Challenger Tour 2022 en la categoría Challenger 80. Se trató de la 1ª edición; el torneo tuvo lugar en la ciudad de Chicago (Estados Unidos), desde el 8 de agosto hasta el 14 de agosto de 2022 sobre pista dura al aire libre.

## Jugadores participantes del cuadro de individuales
| Favorito | País                      | Jugador               | Rank1 | Posición en el torneo |
| -------- | ------------------------- | --------------------- | ----- | --------------------- |
| 1        | Bandera de Suiza          | Henri Laaksonen       | 103   | Primera ronda         |
| 2        | Bandera de Australia      | Christopher O'Connell | 109   | Segunda ronda         |
| 3        | Bandera de Estados Unidos | Stefan Kozlov         | 111   | Primera ronda         |
| 4        | Bandera de Australia      | Jordan Thompson       | 114   | Cuartos de final      |
| 5        | Bandera de Moldavia       | Radu Albot            | 118   | Semifinales           |
| 6        | Bandera de Ecuador        | Emilio Gómez          | 121   | Baja                  |
| 7        | Bandera vacío             | Roman Safiullin       | 124   | CAMPEÓN               |
| 8        | Bandera de España         | Fernando Verdasco     | 125   | Baja                  |

- 1 Se ha tomado en cuenta el ranking del 1 de agosto de 2022.

### Otros participantes
Los siguientes jugadores recibieron una invitación (wild card), por lo tanto ingresan directamente al cuadro principal (WC):
- Aleksandar Kovacevic
- Govind Nanda
- Ben Shelton

Los siguientes jugadores ingresan al cuadro principal tras disputar el cuadro clasificatorio (Q):
- Enzo Couacaud
- Billy Harris
- Ryan Harrison
- Brandon Holt
- Aidan McHugh
- Keegan Smith

## Campeones

### Individual Masculino
- Roman Safiullin derrotó en la final a  Ben Shelton, 6–3, 4–6, 7–5

### Dobles Masculino
- André Göransson /  Ben McLachlan derrotaron en la final a  Evan King /  Mitchell Krueger, 6–4, 6–7(3), [10–5]